# Cilento (Wein)
Unter der Bezeichnung Cilento DOC werden Rot-, Rosé- und Weißweine aus der italienischen Provinz Salerno, Region Kampanien, produziert. Sie bekamen 1989 den Status einer „kontrollierten Herkunftsbezeichnung“ („Denominazione di origine controllata“ – DOC), die zuletzt am 7. März 2014 aktualisiert wurde.

## Anbau
Der Anbau und die Vinifikation von Cilento DOC darf in folgenden Gemeinden erfolgen:
Agropoli, Alfano, Ascea, Camerota, Campora, Capaccio, Cannalonga, Casaletto Spartano, Casal Velino, Castellabate, Castelnuovo Cilento, Celle di Bulgheria, Centola, Ceraso, Cicerale, Cuccaro Vetere, Futani, Gioì Cilento, Giungano, Ispani, Laureana Cilento, Laurito, Lustra, Magliano Vetere, Moio della Civitella, Montano Antilia, Montecorice, Monteforte Cilento, Morigerati, Novi Velia, Ogliastro Cilento, Omignano, Orna, Perdifumo, Perito, Pisciotta, Pollica, Prignano Cilento, Roccagloriosa, Rofrano, Rutino, Salento, San Giovanni a Piro, San Mauro Cilento, San Mauro la Bruca, Santa Marina, Sapri, Serramezzana, Sessa Cilento, Stella Cilento, Stio, Torchiara, Torraca, Torre Orsaia, Tortorella, Trentinara, Vallo della Lucania und Vibonati. Alle Gemeinden liegen in der Provinz Salerno.

## Herstellung
Die Weine werden aus folgenden Rebsorten hergestellt:
- Cilento Rosso: 60–75 % Aglianico, 15–20 % Piedirosso und/oder Primitivo. Höchstens 25 % andere Rebsorten, die für den Anbau in der Provinz Salerno zugelassen sind, dürfen zugesetzt werden.
- Cilento Rosato: 70–80 % Sangiovese, 15–20 % Aglianico, 10–15 % Primitivo und/oder Piedirosso. Höchstens 10 % andere Rebsorten, die für den Anbau in der Provinz Salerno zugelassen sind, dürfen zugesetzt werden.
- Cilento Bianco: 60–65 % Fiano, 20–30 % Trebbiano Toscano, 10–15 % Greco Bianco und/oder Malvasia Bianca. Höchstens 10 % andere Rebsorten, die für den Anbau in der Provinz Salerno zugelassen sind, dürfen zugesetzt werden.

Zwei Weine sind fast sortenrein. Sie müssen mindestens 85 % der genannten Rebsorte enthalten. Höchstens 15 % andere analoge Rebsorten, die für den Anbau in der Provinz Salerno zugelassen sind, dürfen zugesetzt werden.
- Cilento Aglianico
- Cilento Fiano

## Eigenschaften
Laut Denomination (Auszug):

### Cilento Rosso
- Farbe: rubinrot
- Geruch: weinig, charakteristisch
- Geschmack: zart, trocken
- Alkoholgehalt: mindestens 11,5 Vol.-%
- Säuregehalt: mind. 5,0 g/l
- Trockenextrakt: mind. 19,0 g/l

### Cilento Rosato
- Farbe: mehr oder weniger intensiv rosa
- Geruch: charakteristisch
- Geschmack: harmonisch, frisch
- Alkoholgehalt: mindestens 11,0 Vol.-%
- Säuregehalt: mind. 5,0 g/l
- Trockenextrakt: mind. 17,0 g/l

### Cilento Bianco
- Farbe: mehr oder weniger intensiv strohgelb
- Geruch: charakteristisch zart
- Geschmack: frisch, harmonisch
- Alkoholgehalt: mindestens 11,0 Vol.-%
- Säuregehalt: mind. 5,0 g/l
- Trockenextrakt: mind. 15,0 g/l